# KLARpsy
KLARpsy ist ein frei zugängliches deutschsprachiges Informationsangebot für alle, die an Psychologie und psychologischer Forschung interessiert sind. Ziel von KLARpsy ist es, Menschen ohne wissenschaftlich-psychologische Vorbildung Wissen über Psychologie verständlich und qualitativ hochwertig zu vermitteln und sie über Mitmachangebote am Prozess teilhaben zu lassen. Das Angebot wurde im Jahr 2023 am Leibniz-Institut für Psychologie (ZPID) ins Leben gerufen. Es wird aus öffentlichen Mitteln des Instituts finanziert.
Inhalte sind Texte als allgemeinverständliche Zusammenfassungen zu interessierenden Fragen auf der Basis von Metaanalysen (Überblicksartikel als Sekundärliteratur) aus der Psychologie, sowie der KLARsaurus als Mitmach-Wörterbuch für psychologische Fachbegriffe.

## Ziel
KLARpsy soll Interessierten helfen, schnell verlässliche Forschungsergebnisse zu psychologischen Themen zu finden, damit eine offene Wissenschaft fördern und Abläufe in der Forschung sowie wissenschaftliche Erkenntnisse in verständlicher Weise frei zugänglich und transparent machen.

## Inhalte
Das Informationsangebot KLARpsy stellt fortlaufend neue Inhalte in zwei Formen zur Verfügung:
- KLARpsy-Texte: Dies sind kurze, laiengerechte, allgemeinverständliche und richtlinienbasierte Zusammenfassungen von psychologischer Forschung. KLARpsy-Texte stellen die wichtigsten Erkenntnisse aus Metaanalysen für alle zugänglich und verständlich dar. Sie beruhen auf dem Plain Language Summary-Konzept.[5] KLARpsy-Texte sind sowohl auf der Website  von KLARpsy, als auch über das Fachrepositorium PsychArchives[6] unter einer Creative-Commons-Lizenz frei zugänglich. Ein Großteil der dabei berücksichtigten Metaanalysen sind in der Fachdatenbank PSYNDEX erfasst.

- KLARsaurus-Glossar: Dieses Mitmach-Wörterbuch enthält allgemeinverständliche Übersetzungen und Erklärungen psychologischer Fachbegriffe. Es wird stetig erweitert. Das Wörterbuch und seine Begriffe sind ebenfalls unter einer Creative-Commons-Lizenz frei zugänglich.

## Mitmachangebote
KLARpsy folgt einem Citizen-Science-Ansatz, indem es verschiedene Möglichkeiten zur Beteiligung der Öffentlichkeit bietet:
- Testlesen: Mitwirken bei der Erstellung der KLARpsy-Texte
- Themen sowie Konkrete publizierte Metaanalysen für neue KLARpsy-Texte vorschlagen
- Neue Begriffe für den KLARsaurus vorschlagen
- Feedback zu bestehenden KLARpsy-Texten oder KLARsaurus-Begriffen geben

## Entwicklung einer Richtlinie zum Verfassen der Texte und von Vorlagen
KLARpsy ist ein Beispiel für evidenzbasierte Wissenschaftskommunikations-Angebote. Das Informationsangebot wurde im Forschungsprojekt PLan Psy entwickelt, in dem verschiedene Studien durchgeführt wurden, um einfache, laienverständliche Kurzzusammenfassungen psychologischer Forschung als Basis der KLARpsy-Texte sicherzustellen. Kooperationspartner in dieser Entwicklung waren das in-Mind Magazin, das Leibniz-Institut für Resilienzforschung sowie das Institut für Evidenz in der Medizin (IfEM) Freiburg.
Ergebnisse dieses Prozesses sind
- die KLARpsy-Richtlinie zum Verfassen allgemeinverständlicher Zusammenfassungen psychologischer Metaanalysen, welche den KLARpsy-Texten zugrunde liegt[9], die auch allgemeiner nutzbar ist und
- ein Template als Klartext-Vorlage, um diese Texte strukturiert und standardisiert zu erstellen.[10]